# Monumenti a Germania

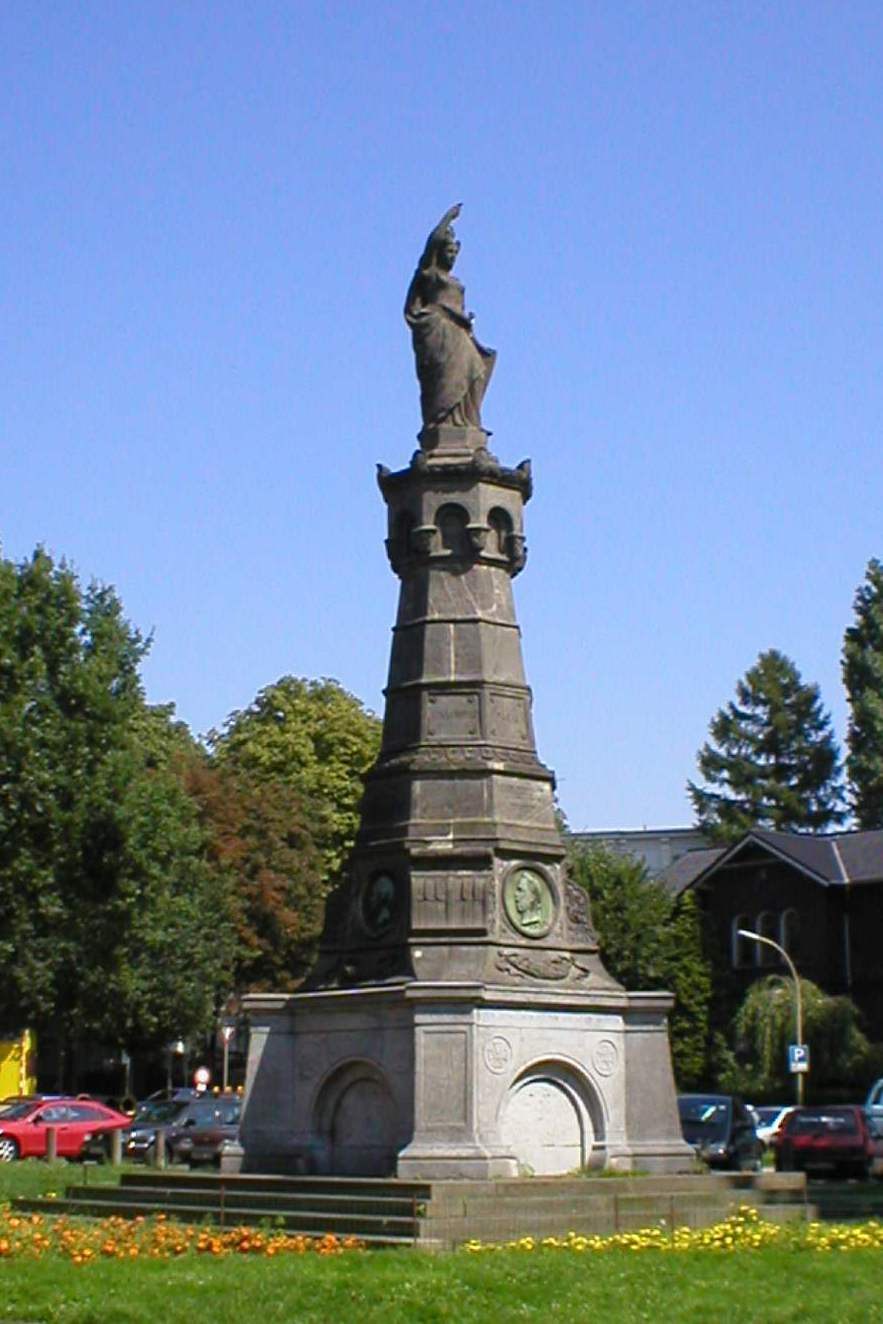
Monumento a Germania a Witten

I monumenti a Germania sono tutti quei monumenti alla personificazione della Germania, allegoria della nazione tedesca, eretti nel XIX secolo per la celebrazione della patria.

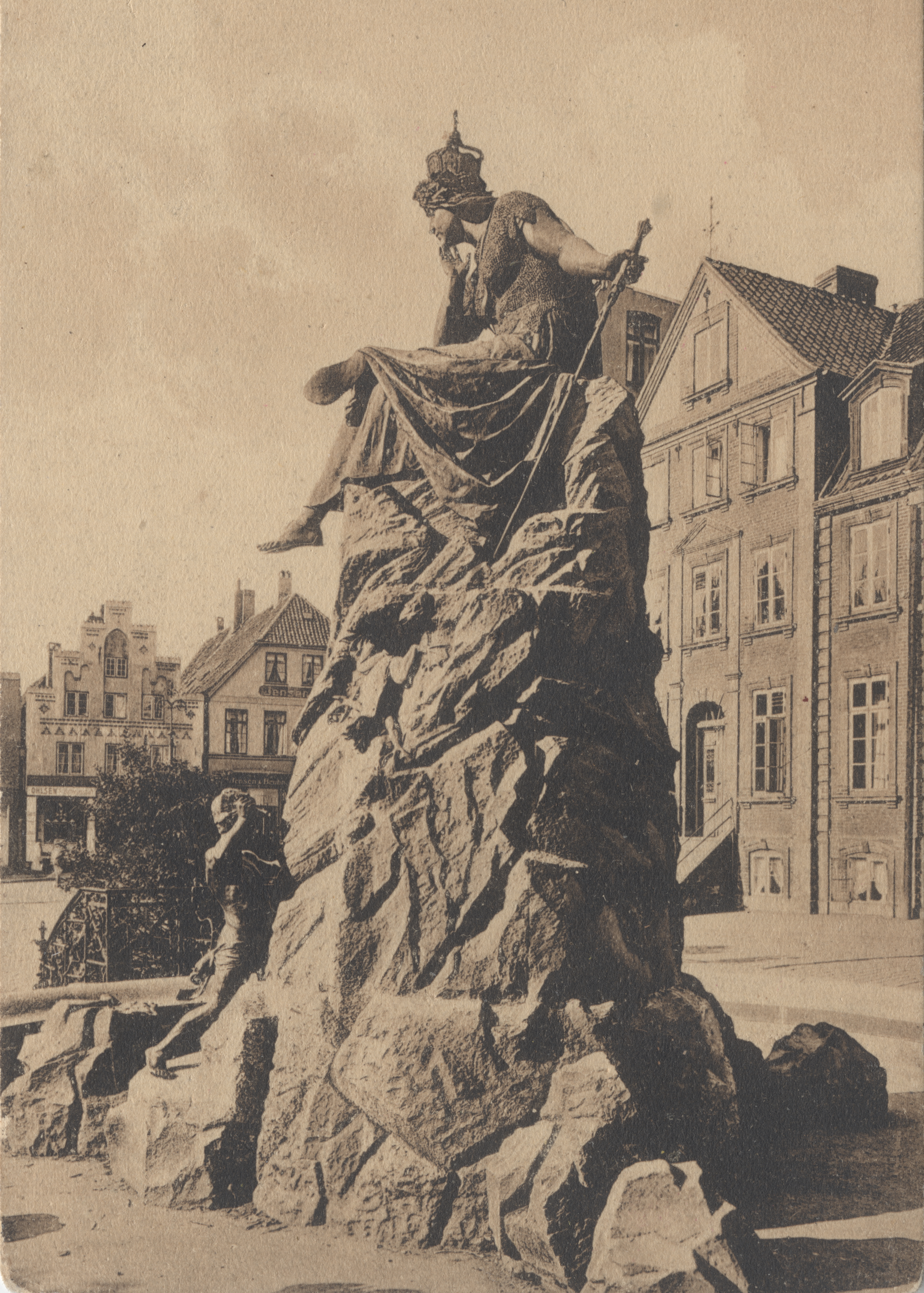
Germaniabrunnen a Flensburgo (1903)

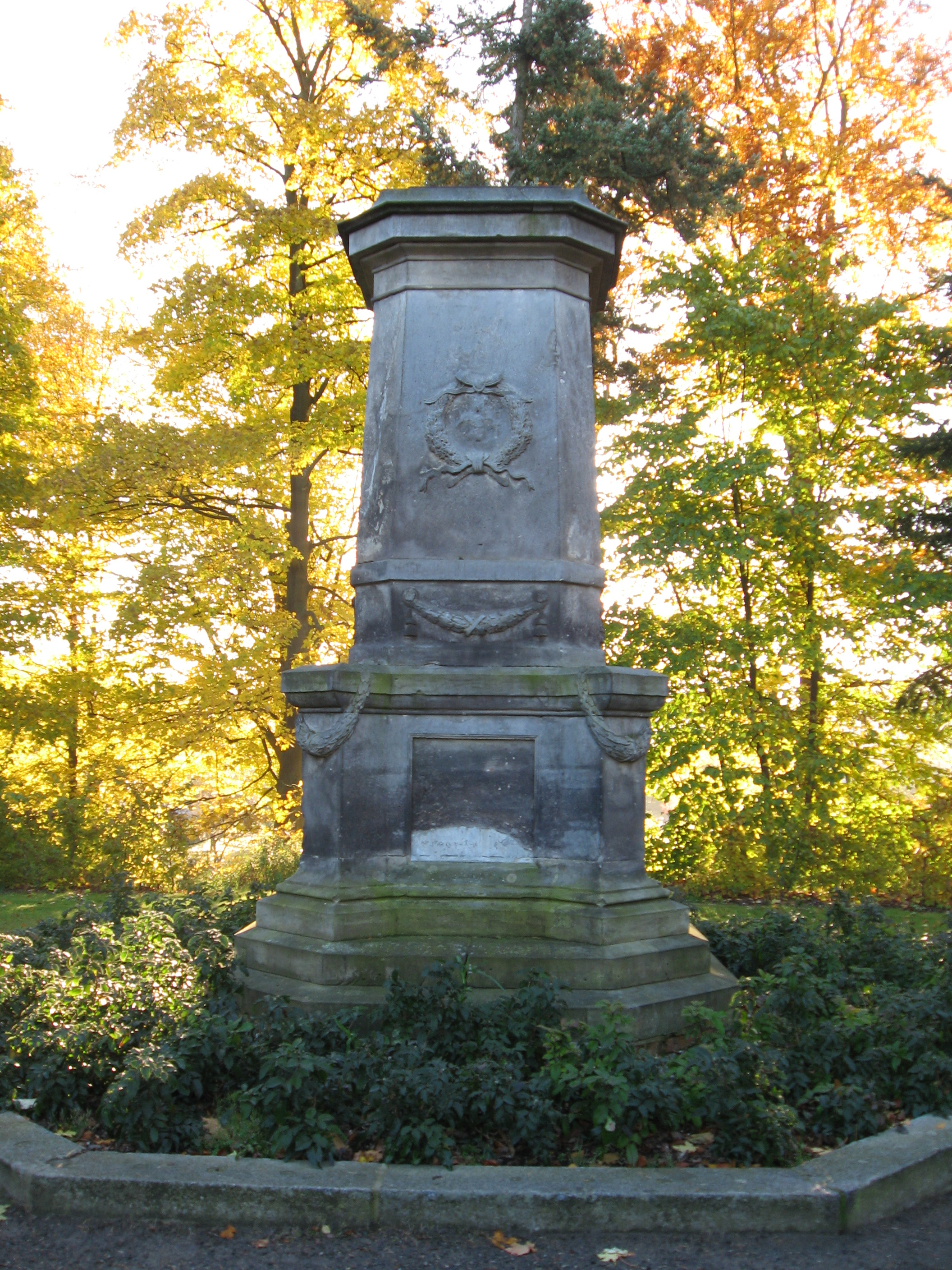
Monumento ai soldati caduti del 1870/71 a Perleberg

## Elenco
- Bismarck-Nationaldenkmal a Berlin-Tiergarten
- Germaniadenkmal a Bad Düben, Sassonia
- Germania (Bad Kissingen), ai Caduti delle guerre tedesche a Bad Kissingen, Unterfranken (Baviera)
- Germaniadenkmal a Bad Wildungen, di Friedrich Volke, Karlsruhe
- Germaniadenkmal a Bünde, Nordrhein-Westfalen
- Germania-Denkmal (Borbeck) a Essen-Borbeck, Nordrhein-Westfalen
- Germaniadenkmal a Gröningen, Sachsen-Anhalt
- Germaniadenkmal per la rivoluzione tedesca del 1848/49 presso il cimitero Kirchheimbolanden Friedhof
- Germaniadenkmal a Lauchhammer, Brandenburg
- Germaniadenkmal a Rohrsheim, Sachsen-Anhalt, Landkreis Harz
- Germaniadenkmal presso la piazza del mercato a Neckarbischofsheim, del 1886/87 in onore della guerra franco-prussiana del 1870/71, di Friedrich Volke, Karlsruhe
- Kriegerdenkmal in onore dei Caduti della Deutsche Einigungskriege, guerre di Unità tedesca, con „Germania“ a Duisburg-Essenberg, Nordrhein-Westfalen
- Kriegerdenkmal a Kirchardt, Baden-Württemberg
- Kriegerdenkmal per i Caduti della Deutsche Einigungskriege, guerre di Unità tedesca e della guerra franco-prussiana del 1870/71 con Germania a Oberwesel am Rhein
- Krieger- und Reichsgründungsdenkmal nel cimitero vecchio di Ravensburg, Baden-Württemberg
- Kriegerdenkmal Germania (Witten) a Witten, Nordrhein-Westfalen
- Niederwalddenkmal presso Rüdesheim am Rhein nel Landschaftspark Niederwald, Hessen

### Monumenti non più dedicati

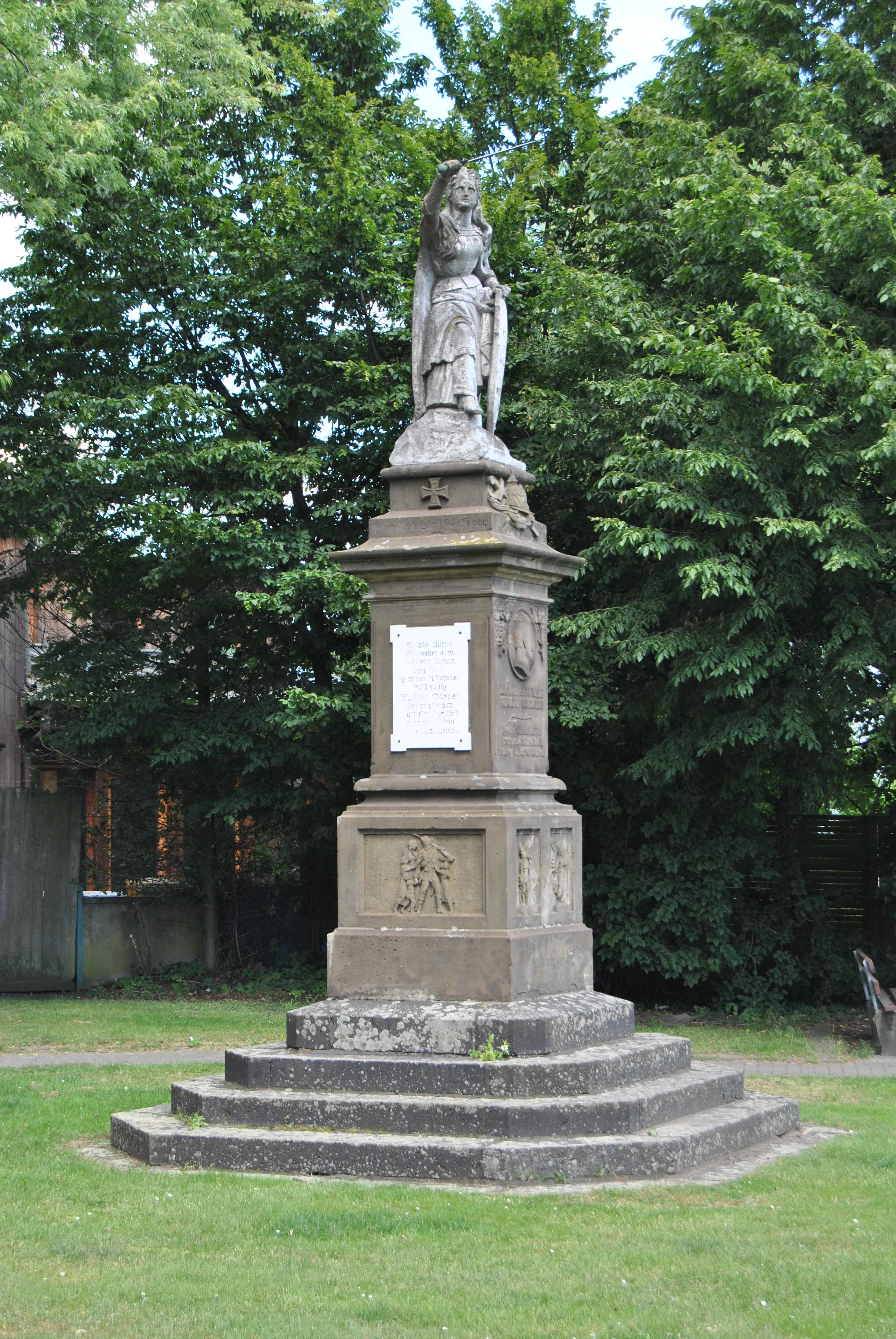
„Germania“ a Duisburg-Essenberg

- Germaniabrunnen (anche Bismarckbrunnen), a Flensburgo eretta il 1º aprile 1903 e smantellata nel 1937, resti nel parco Carlisle-Park
- Germaniadenkmal presso il Castello di Berlino
- Germaniadenkmal presso il mercato vecchio della città di Dresda
- Germaniadenkmal (Gleiwitz) ai Caduti della Deutsche Einigungskriege, guerre di Unità tedesca, presso Gleiwitz/Schlesien (oggi Gliwice)
- Germania (Hamminkeln) ai Caduti della Deutsche Einigungskriege, guerre di Unità tedesca, a Hamminkeln
- Germaniadenkmal (Königshütte) ai Caduti della Deutsche Einigungskriege, guerre di Unità tedesca, a Königshütte/Schlesien (oggi Chorzów)
- Germaniadenkmal a Nienburg/Weser; dal 1945 distrutta
- Kriegerdenkmal 1870/71 (Krefeld) per la Guerra franco-prussiana a Krefeld
- Kriegerdenkmal ai Caduti della Deutsche Einigungskriege, guerre di Unità tedesca, a Büderich, Nordrhein-Westfalen
- Kriegerdenkmal ai Caduti della Deutsche Einigungskriege, guerre di Unità tedesca, a Dortmund-Aplerbeck
- Kriegerdenkmal ai Caduti della Deutsche Einigungskriege, guerre di Unità tedesca, a Insterburg/Ostpreußen
- Kriegerdenkmal ai Caduti della Deutsche Einigungskriege, guerre di Unità tedesca, a Lissa (Provincia di Posen)
- Kriegerdenkmal ai Caduti della Deutsche Einigungskriege, guerre di Unità tedesca, a Lottringhausen (Westfalen)
- Kriegerdenkmal ai Caduti della Guerra franco-prussiana del 1870-71 a Perleberg
- Kriegerdenkmal ai Caduti della Deutsche Einigungskriege, guerre di Unità tedesca, a Sigmaringen
- Kriegerdenkmal ai Caduti della Deutsche Einigungskriege, guerre di Unità tedesca, a Stallupönen/Ostpreußen
- Kriegerdenkmal ai Caduti della Deutsche Einigungskriege, guerre di Unità tedesca, a Stendal (Altmark)
- Kriegerdenkmal ai Caduti della Deutsche Einigungskriege, guerre di Unità tedesca, presso il cimitero Fangelsbachfriedhof di Stoccarda
- Kriegerdenkmal ai Caduti della Deutsche Einigungskriege, guerre di Unità tedesca, a Waltrop
- Max-Schneckenburger-Denkmal dedicato al poeta Max Schneckenburger a Tuttlingen
- Siegesdenkmal 1870/71 monumento alla Vittoria della Guerra franco-prussiana a Schkeuditz (Sassonia)
- Siegesdenkmal di Lipsia, monumento alla Vittoria, presso il Leipziger Markt di Lipsia